# Forstbetriebsgemeinschaft
Eine Forstbetriebsgemeinschaft (FBG; auch Waldbesitzervereinigung, WBV) ist ein privatrechtlicher Zusammenschluss von Waldbesitzern, der den Zweck verfolgt, die Bewirtschaftung der angeschlossenen Waldflächen und der zur Aufforstung bestimmten Grundstücke zu verbessern, insbesondere die Nachteile geringer Flächengröße, ungünstiger Flächengestalt, der Besitzzersplitterung, der Gemengelage, des unzureichenden Waldaufschlusses oder anderer Strukturmängel zu überwinden (§ 16 Bundeswaldgesetz – BWaldG).
Verwendet wird die Bezeichnung „Forstbetriebsgemeinschaft“ sowohl in Deutschland, Österreich als auch in der Schweiz. In Österreich ist auch die Bezeichnung Waldwirtschaftsgemeinschaft (WWG) gebräuchlich.

## Geschichte und Bedeutung
Unter den Waldbesitzarten überwog nach der Forsterhebung von 1961 der Privatwald mit einer Forstbetriebsfläche von 3,157 Millionen ha und einem Flächenanteil von 43,8 %. Die durchschnittliche Betriebsgröße betrug 4 ha. In sehr vielen Fällen bestand der einzelne Betrieb aus mehreren, oft zerstreut liegenden Waldparzellen. Die meisten Strukturmängel, die der kleinere Privatwald aufwies, wie z. B. fehlender oder ungenügender Waldaufschluss durch Wege und hohe Anteile ertragloser oder ertragschwacher Bestockung, standen mit der historisch bedingten Besitzzersplitterung in Zusammenhang. Sofern es überhaupt Zusammenschlüsse von Waldbesitzern gab, etwa in altrechtlichen Waldgenossenschaften, verfügten diese weder über gemeinschaftliches Eigentum noch eine gemeinsame Betriebsplanung. Häufigste Rechtsform waren die nicht rechtsfähigen Vereine (§ 54 BGB) und die nicht wirtschaftlichen Vereine (§ 21 BGB). Die forstlichen Zusammenschlüsse mit gemeinsamer Bewirtschaftung betrugen nur 0,5 % der Privatwaldfläche.
Das Gesetz über forstwirtschaftliche Zusammenschlüsse (FZusG) vom 1. September 1969 und ab 1975 das Gesetz zur Erhaltung des Waldes und zur Förderung der Forstwirtschaft (Bundeswaldgesetz –  BWaldG) ermöglichten dann bestimmte forstwirtschaftliche Zusammenschlüsse, um die Bewirtschaftung der angeschlossenen Waldflächen und der zur Aufforstung bestimmten Grundstücke zu verbessern und bestehende Strukturmängel zu überwinden (§ 2 FZusG, § 16 BWaldG). Historische Vorbilder für die Forstbetriebsgemeinschaften waren die Waldbauvereine, die schon nach dem Ersten Weltkrieg die Waldbewirtschaftung verbessern sollten.
Eine rationelle Forstwirtschaft ist bei der geringen Größe der meisten Privatwaldflächen und der häufig ungünstigen Flächenausformung nur im Zusammenwirken mit anderen Waldbesitzern möglich. Der wichtigste forstpolitische Ansatzpunkt lag in der Bundesrepublik Deutschland deshalb in der gesetzlichen, administrativen und finanziellen Förderung geeigneter forstwirtschaftlicher Zusammenschlüsse, die auf den Gebieten der forstlichen Erzeugung und des Absatzes forstlicher Erzeugnisse eine möglichst weitgehende Kooperation der Waldbesitzer ermöglichen und bewirken sollten. Die Förderung horizontaler Zusammenschlüsse in Gestalt der Forstbetriebsgemeinschaften war in Gebieten mit kleinflächiger Besitzstruktur und starker Gemengelage der wichtigste Ansatzpunkt für eine Verbesserung der forstwirtschaftlichen Erzeugung und des Absatzes forstlicher Erzeugnisse.
Im Bundesgebiet gab es im Jahr 2003 insgesamt 1.723 anerkannte Forstbetriebsgemeinschaften, die zusammen rund 311.000 Mitglieder und 3,150 Mio. ha Wald umfassten, sowie 25 anerkannte Forstwirtschaftliche Vereinigungen mit 377 Mitgliedern. Die Schwerpunktaufgaben der forstwirtschaftlichen Zusammenschlüsse sind der gemeinsame Holzverkauf, die Beschaffung und der koordinierte Einsatz von Maschinen und Geräten sowie der Wegebau und die Wegeunterhaltung.
Als geeignete Rechtsform für eine FBG kommt in Deutschland neben dem wirtschaftlichen Verein (w.V.) auch die Genossenschaft in Betracht (§ 18 Abs. 1 Nr. 4 BWaldG).

## Förderung

### Finanziell
Die Forstwirtschaft wird wegen der Nutz-, Schutz- und Erholungsfunktionen des Waldes öffentlich gefördert. Der Bund beteiligt sich an der finanziellen Förderung der Forstbetriebsgemeinschaften gem. § 41 Abs. 5 Nr. 1, Abs. 4 BWaldG auf Grund des Gesetzes über die Gemeinschaftsaufgabe „Verbesserung der Agrarstruktur und des Küstenschutzes“ vom 3. September 1969 (GAGK) und den Festlegungen in dem gem. § 4, § 5 GAGK zu erstellenden Rahmenplan. Die Förderung der darunter fallenden Maßnahmen ist jedoch in erster Linie Ländersache.

### Administrativ
Unter bestimmten Voraussetzungen kann einer Forstbetriebsgemeinschaft die Rechtsfähigkeit nach § 22 BGB verliehen werden (§ 5 FZusG, § 19 BWaldG).